# Гладун, Ирина Ивановна

Гладун, Ирина Ивановна (1949 г., Берлин) — художник, Член Союза Художников России.

## Биография
Ирина Ивановна родилась в Берлине, в семье военного. Росла в Сибири, в 1976 году окончила Иркутское училище искусств (мастерская Г. Новиковой, В. Тетенькина, В. Смагина) по направлению декоративно-прикладного искусства.
С 1993 года живёт и работает в г. Пскове.
Картины Ирины Гладун находятся в Читинском краевом художественном музее, в музее г. Нерчинска (Забайкалье), художественный музей М.Врубеля г. Омска, в музее пейзажа России г. Плесс, в Псковском музее «Поганкины палаты».

## Выставочная деятельность

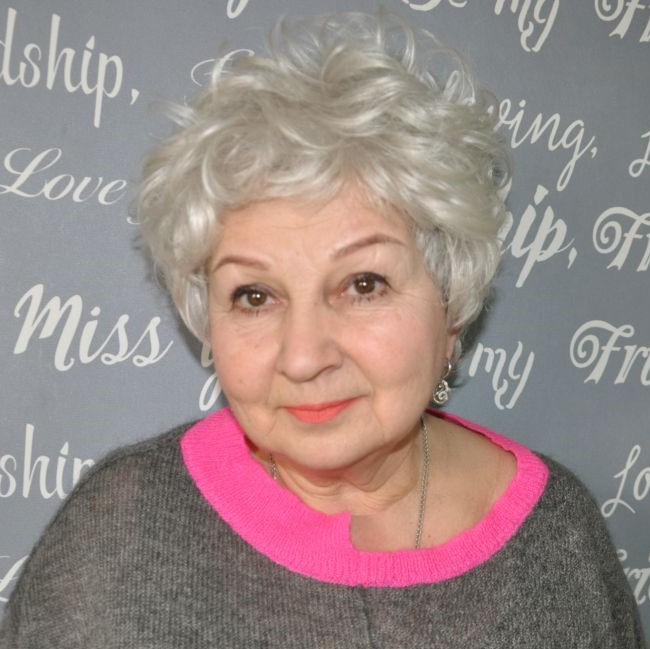
Ирина Гладун. 2019.

- 1980 г. — V Зональная выставка «Советский Дальний Восток» (г. Чита)
- 1984 г. — Республиканская выставка «Художники Советской России-БАМу»
- 1985 г. — VI Зональная выставка «Советский Дальний Восток» (г. Владивосток)
- 1985 г. — персональная выставка (Читинский областной художественный музей)
- 1988 г. — выставка «50 лет Читинскому Союзу Художников»
- 1989 г. — выставка «Художники Забайкалья» (в Хорезме и Монголии)
- 1994 г. — выставка группы «Kit» в Германии, в г. Нойс
- 1995—1997 гг. — персональные выставки в Германии, Голландии, Норвегии, Эстонии
- 1998 г. — выставка «120 лет Казимиру Малевичу» (г. Витебск, Союз Художников Беларуси)
- 1999 г. — выставка «Россия-99» (г. Москва, ЦДХ)
- 1999 г. — выставка «Пушкин-солнце русской поэзии» (галерея «Борей», г. Санкт-Петербург)
- 1999—2003 гг. — участник ежегодных выставок ЦВЗ «Манеж», г. Санкт-Петербург
- 2000 г. — Всероссийская выставка «1000-летие Руси», ЦДХ, г. Москва
- 2000 г. — персональная выставка в музее-заповеднике Поганкины палаты, г. Псков
- 2000 г. — выставка «Зеленый шум», г. Плесс
- 2005—2014 гг. — участник выставок объединения «ПсковАРТ», г. Чарльстон, Южная Каролина, США
- 2005 г. — Приказные палаты г. Псков
- 2006 г. — Дом Сафьянщикова, г. Псков
- 2006 г. — персональная выставка в г. Хоэнштайн-Эрнстталь, Германия
- 2007 г. — персональная выставка в г. Хемниц, Германия
- 2007 г. — персональная выставка г. Люксембург
- 2008 г. — персональная выставка в музее А.Ахматовой «Фонтанный Дом»
- 2008 г. — персональная выставка в галерее «Кодар» г. Страсбург, Франция
- 2016 г. — персональная выставка в банке «Ультима», г. Санкт-Петербург
- 2017 г. — персональная выставка «Испания» г. Псков и г. Великие Луки
- 2018 г. — участник межрегиональной выставки «Русский Север XII», г. Мурманск